# Tonga na Mistrzostwach Świata w Lekkoatletyce 2013
Tonga na Mistrzostwach Świata w Lekkoatletyce 2013 – reprezentacja Tonga podczas czempionatu w Moskwie liczyła 1 zawodnika.

## Występy reprezentantów Tonga
| Konkurencja            | Zawodnik        | Preeliminacje | Preeliminacje | Eliminacje | Eliminacje | Półfinał | Półfinał | Finał    | Finał   |
| Konkurencja            | Zawodnik        | Rezultat      | Pozycja       | Rezultat   | Pozycja    | Rezultat | Pozycja  | Rezultat | Pozycja |
| ---------------------- | --------------- | ------------- | ------------- | ---------- | ---------- | -------- | -------- | -------- | ------- |
| Bieg na 100 m mężczyzn | Siueni Filimone | 10,93         | 16.           | NQ         | NQ         | NQ       | NQ       | NQ       | NQ      |